# ラリー・コリンズ
ラリー・コリンズ（Larry Collins、1929年9月8日 - 2005年6月20日）は、アメリカ合衆国のジャーナリスト、作家。

## 略歴
アメリカ・コネティカット州生まれ。エール大学卒業後、1954年に兵士として渡仏し、パリ郊外の連合国欧州最高司令部（SHAPE）に勤務する。兵役を終えた後はUPI通信や「ニューズウィーク」誌の記者として、パリ、ローマ、カイロおよびベイルートを取材した。
SHAPEで出会ったパリ・マッチ誌の記者、ドミニク・ラピエールと共著でノンフィクションを執筆。1964年にドイツ軍占領下のパリを舞台にした『パリは燃えているか?』を出版、イスラエル建国を描いた『おおエルサレム』など、綿密な取材に基づいた著作は世界的に評価され、1966年には『パリは燃えているか』が映画化された。他の共著に、スペインの伝説的闘牛士エル・コルドベスの伝記『さもなくば喪服を』やインド独立を描いた『今夜、自由を』などがある。

## 著書（訳書）
- 『パリは燃えているか?』（ドミニク・ラピエール共著、志摩隆訳）、早川書房、ハヤカワ・ノンフィクション 1966、新版2005
  - 各 上・下で、ハヤカワ文庫 1977、改版2016、単行新装版・Hayakawa nonfiction masterpieces
- 『おおエルサレム!：アラブ＝イスラエル紛争の源流』（ドミニク・ラピエール共著、村松剛訳）
  - 各 上・下で、早川書房、Hayakawa nonfiction 1974、ハヤカワ文庫 1980／新版・KADOKAWA 2024
- 『今夜、自由を : インド・パキスタンの独立』（ドミニク・ラピエール共著、杉辺利英訳）、早川書房、Hayakawa nonfiction 1977
- 『第五の騎手』（ドミニク・ラピエール共著、三輪秀彦訳）、早川書房、Hayakawa novels 1980、ハヤカワ文庫NV 上下 1983
- 『さもなくば喪服を』（ドミニク・ラピエール共著、志摩隆訳）、早川書房、ハヤカワ文庫NF 1981
  - 新装版『さもなくば喪服を : 闘牛士エル・コルドベスの肖像』早川書房 nonfiction masterpieces 2005
- 『怒りの核ミサイル』上・下（田中昌太郎訳）、早川書房、ハヤカワ文庫NV 1991
- 『ブラック・イーグルズ』(渡会和子訳）、小学館 1997